# Sacy-le-Grand
Ne doit pas être confondu avec Sancey-le-Grand.
Pour les articles homonymes, voir Sacy.
Sacy-le-Grand est une commune française située dans le département de l'Oise en région Hauts-de-France.
Ses habitants sont appelés les Sacyliens et les Sacyliennes.

## Géographie

### Localisation

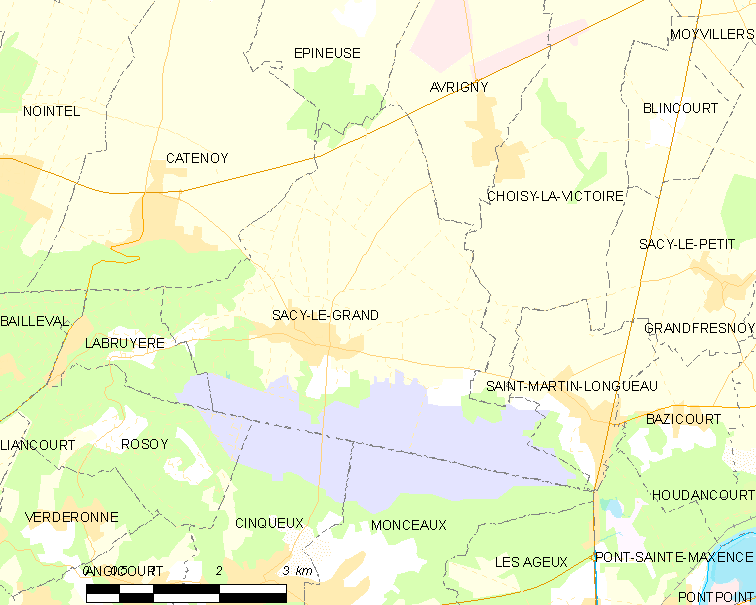
Communes limitrophes

La commune de Sacy-le-Grand se situe à 63 kilomètres au sud d'Amiens, à 35 kilomètres à l'est de Beauvais, à 22 kilomètres à l'ouest de Compiègne et à 57 kilomètres au nord de Paris. Avec ses 1 726 hectares, il s'agit de la commune la plus étendue de l'ancien canton de Liancourt.
| Catenoy   | Épineuse      | Avrigny                                  |
| Labruyère | Sacy-le-Grand | Choisy-la-Victoire Saint-Martin-Longueau |
| Rosoy     | Cinqueux      | Monceaux                                 |

### Topographie et géologie

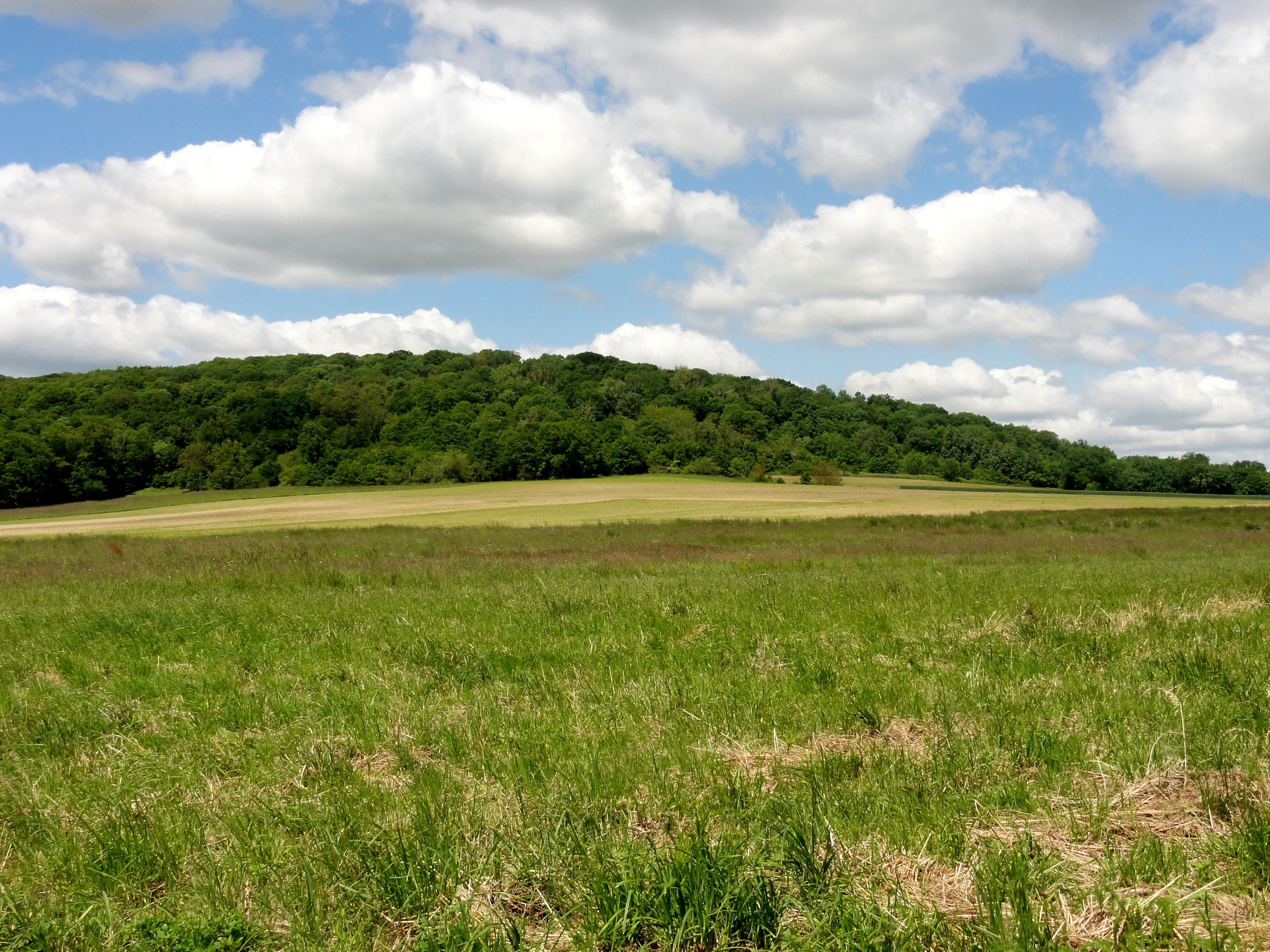
L'extrémité orientale du bois des Côtes, à l'ouest du village

Le territoire communal comporte à l'ouest une partie des coteaux boisés de la montagne de Liancourt. Au nord-est, il s'étend dans la vaste plaine qui marque le début des terres picardes. Au sud-est se trouve le grand marais qui a remplacé le lac de Longa Aqua. Il atteint au nord les limites du canton et descend au sud jusqu'à l'allée plantée de peupliers qu'on appelait l'avenue du Château-Coutard, et qui présente un développement rectiligne de près de 7 km, entre les environs de Labruyère et le village de Saint-Martin-Longueau. Il s'avançait même au-delà de cette avenue avant la délimitation qui fut faite en 1798 entre les communes de Sacy, Monceaux, Cinqueux, Labruyère, Rosoy et Verderonne. Le chef-lieu communal, à peu près central, est rapproché d'un cap qui porte le nom de camp de César, dont une partie dépend de Sacy.
La commune s'étend entre 30 mètres et 160 mètres au-dessus du niveau de la mer. On relève les altitudes suivantes : 32 mètres sur la Petite Rivière et la Frette, 33 mètres au nord du marais, près des cressonnières, 38 mètres au carrefour des rues Jules-Ferry et du Général-de-Gaulle, 39 mètres à la ferme de Ladrancourt, 63 mètres dans la plaine, au carrefour entre la route d'Avrigny et la chaussée Brunehaut, 75 mètres à la maison de Favières, 82 au Tertre, 157 mètres en limite de la commune, près du Camp de César et 160 mètres d'altitude sur le plateau de Liancourt, en limite de Catenoy, Labruyère et Sacy-le-Grand.
La vallée Beudron constitue une partie de la limite nord-ouest de la commune. Plusieurs anciennes carrières sont présentes sur le territoire, près du tertre, au nord, et au pied du bois des Côtes.
La craie se montre en affleurement entre le Tertre et Villers-sous-Catenoy, et près des anciens moulins de Sacy. On trouve un dépôt considérable de sable au lieu-dit le « tertre de Sacy », entre le village et la route de Compiègne. Le sable y montre plusieurs mètres d'épaisseur. Il est jaune-verdâtre, mêlé de zones ochracées[C'est-à-dire ?] ou ferrugineuses. Il contient des morceaux de grès roux sans consistance et quelques petits galets. Ce dépôt est un lambeau de la grande couche sablonneuse inférieure au calcaire grossier.
Il existe un dépôt de tourbe considérable entre le chef-lieu, Saint-Martin-Longueau, Les Ageux, Monceaux et Hardencourt (hameau de Rosoy). Il occupe l'espace nommé bassin de Fontaine-le-Comte, emplacement d'un ancien lac qui s'étendait de l'est à l'ouest, sur une longueur de 4 km et sur une largeur moyenne d'un kilomètre. L'épaisseur de la tourbe varie d'un à 10 pieds.
La commune se trouve en zone de sismicité 1 et les coteaux du bois des Côtes peuvent être assujettis à des mouvements de terrain.

### Hydrographie

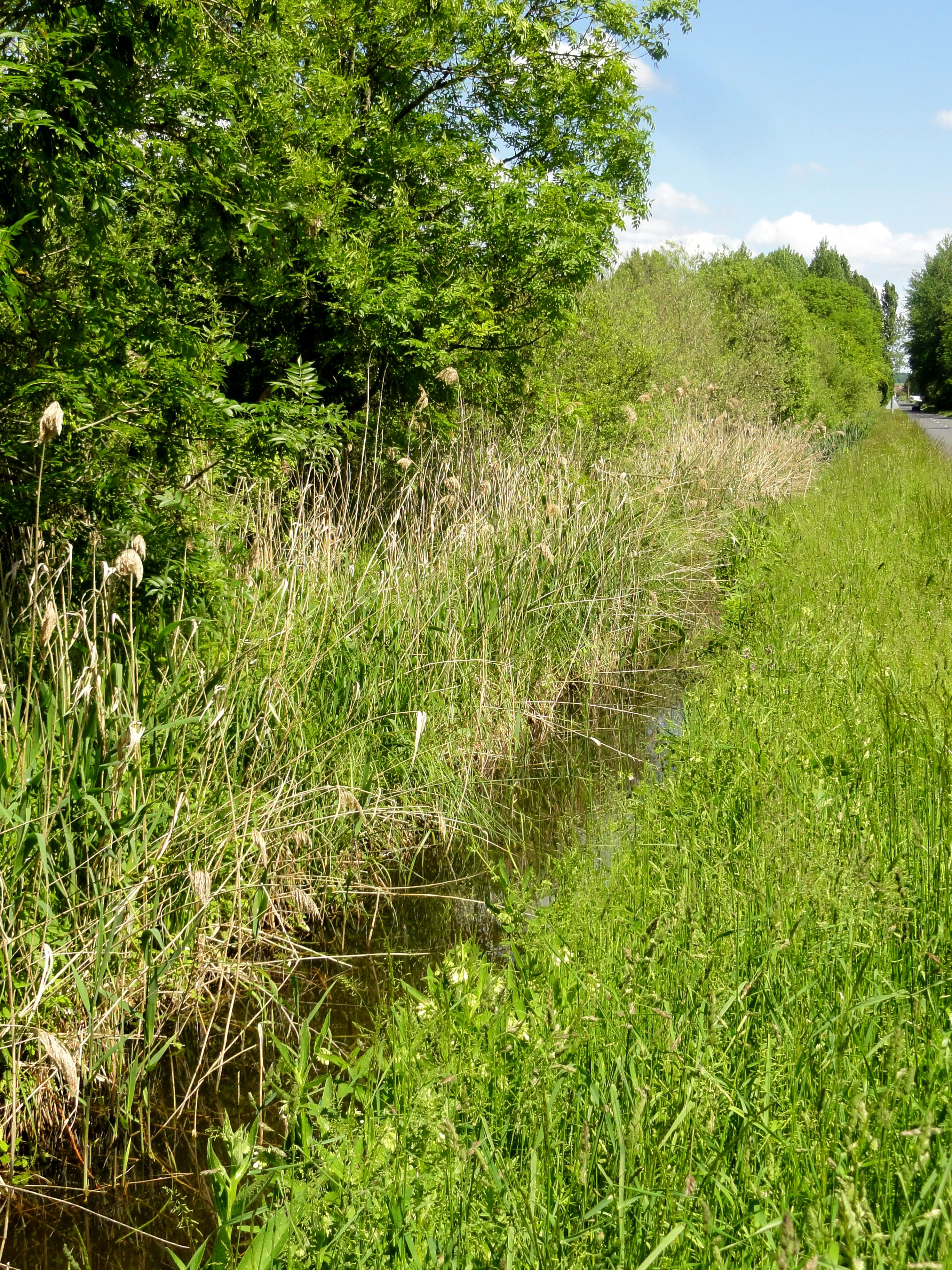
Ruisseau, dans les marais de Sacy-le-Grand.

La plaine au nord et à l'est est une terre dépourvue de sources et de ruisseaux. Mais, par grandes pluies, les eaux descendent par les chemins et sont dirigées vers le marais de Sacy-le-Grand. Celui-ci reçoit les eaux de sources des coteaux de Rosoy, Labruyère et Sacy. Cependant des sources, que l'on suppose importantes, se situent dans son étendue telle que la Cuiller-à-Pot, la Fontaine-Froide (en bordure de Saint-Martin-Longueau), Fontaine-le-Comte et l’Œil-Pleureur. De nombreux canaux, créés par Jean-Jacques Coutard au XVIIIe siècle parcourent cette grande étendue et desservent des étangs.
Le canal La Maure, ou Petite Rivière, longe la Grande Avenue du Château Coutard, qui est bordée de l'autre côté par la rivière de la Frette. Celle-ci constitue, sur une longueur rectiligne de 5,8 km, la limite sud de la commune. La Frette est le canal de vidange de tout le marais.
Le village est l'un des premiers qui, dans l'ancien  canton de Liancourt, a bénéficié d'une distribution d'eau, grâce à un réservoir alimenté par les sources de la colline. Les marais de Sacy-le-Grand et ses environs se situent au-dessus de plusieurs nappes phréatiques sous-affleurantes.

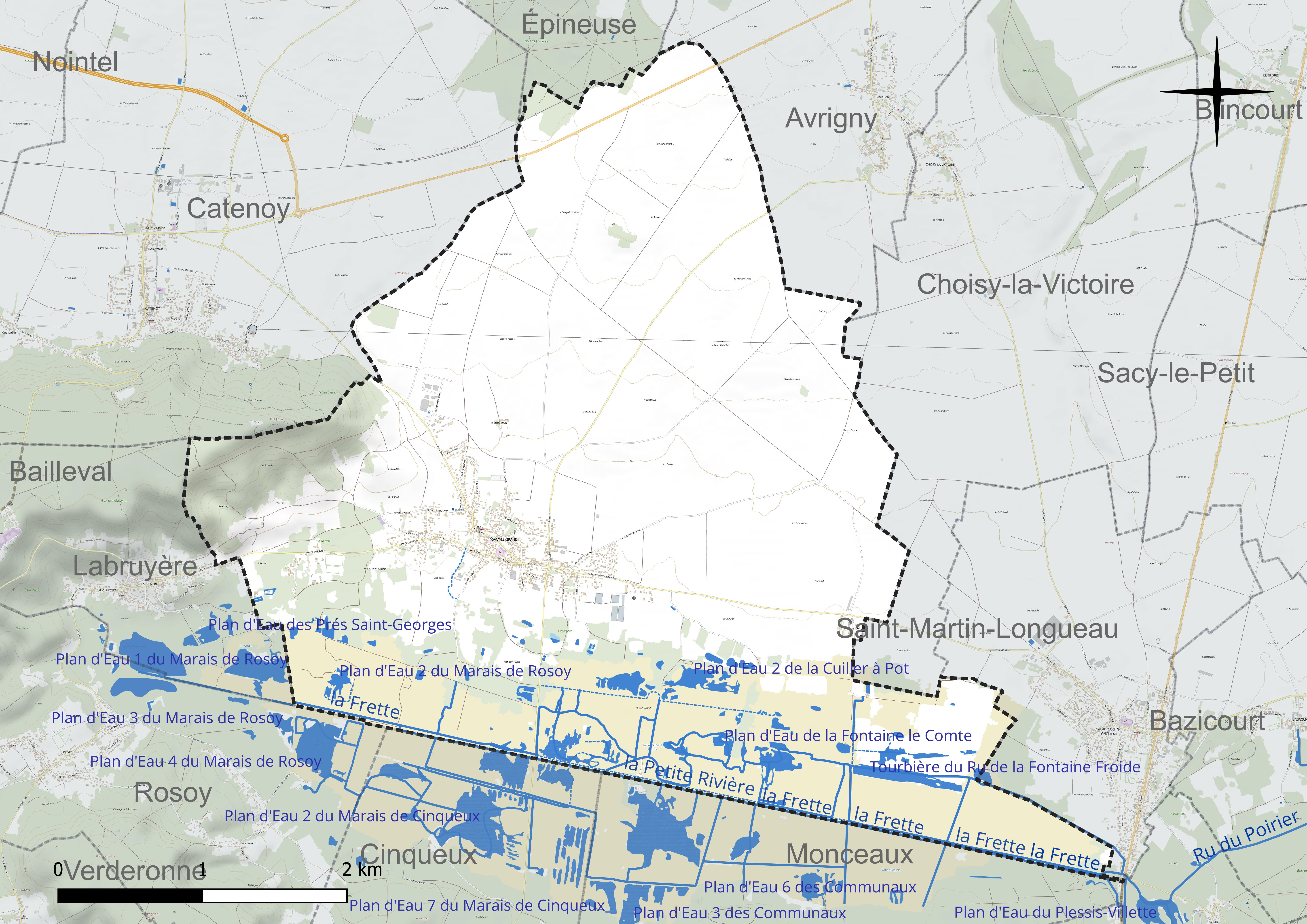
Réseau hydrographique de Sacy-le-Grand.

### Climat
Pour des articles plus généraux, voir Climat des Hauts-de-France et Climat de l'Oise.
En 2010, le climat de la commune est de type climat océanique dégradé des plaines du Centre et du Nord, selon une étude du CNRS s'appuyant sur une série de données couvrant la période 1971-2000. En 2020, Météo-France publie une typologie des climats de la France métropolitaine dans laquelle la commune est exposée à un climat océanique et est dans la région climatique  Nord-est du bassin Parisien, caractérisée par un ensoleillement médiocre, une pluviométrie moyenne régulièrement répartie au cours de l’année et un hiver froid (3 °C). 
Pour la période 1971-2000, la température annuelle moyenne est de 10,9 °C, avec une amplitude thermique annuelle de 14,9 °C. Le cumul annuel moyen de précipitations est de 663 mm, avec 10,8 jours de précipitations en janvier et 7,7 jours en juillet. Pour la période 1991-2020, la température moyenne annuelle observée sur la station météorologique la plus proche, située sur la commune de Creil à 12 km à vol d'oiseau, est de 11,2 °C et le cumul annuel moyen de précipitations est de 662,2 mm,. Pour l'avenir, les paramètres climatiques de la commune estimés pour 2050 selon différents scénarios d'émission de gaz à effet de serre sont consultables sur un site dédié publié par Météo-France en novembre 2022.

### Milieux naturels
En 2014, hormis l'espace bâti, qui couvre 4,7 % de la commune sur 82 hectares, le territoire est couvert à 58 % de cultures sur 1026 hectares. Les espaces boisés, comprenant les bois des Côtes, du Roi, Maillet et de Favières se retrouvent aux limites du marais de Sacy ainsi que par des petites friches aux lieux-dits le Tertre, le trou du Renard et près de la vallée Bedron. Ils représentent 16,9 % de la surface communale, sur près de 300 hectares. Les zones marécageuses du marais de Sacy s'étendent sur 210 hectares (12 %) et les vergers et prairies sur 108 hectares (6,1 %). À cet ensemble s'ajoutent 40 hectares de landes, en lisière des marais de Sacy,.

#### Marais de Sacy

La commune comprend deux zones naturelles d'intérêt écologique, faunistique et floristique (ZNIEFF) de type 1 sur son territoire : les marais de Sacy et le bois des Côtes,. Ces marais sont inscrits en zone natura 2000 et sont depuis 2017 un Site Ramsar.
Ils constituent également une zone importante pour la conservation des oiseaux (ZICO). Les différents espaces boisés et marécageux sont traversés par des corridors écologiques potentiels.

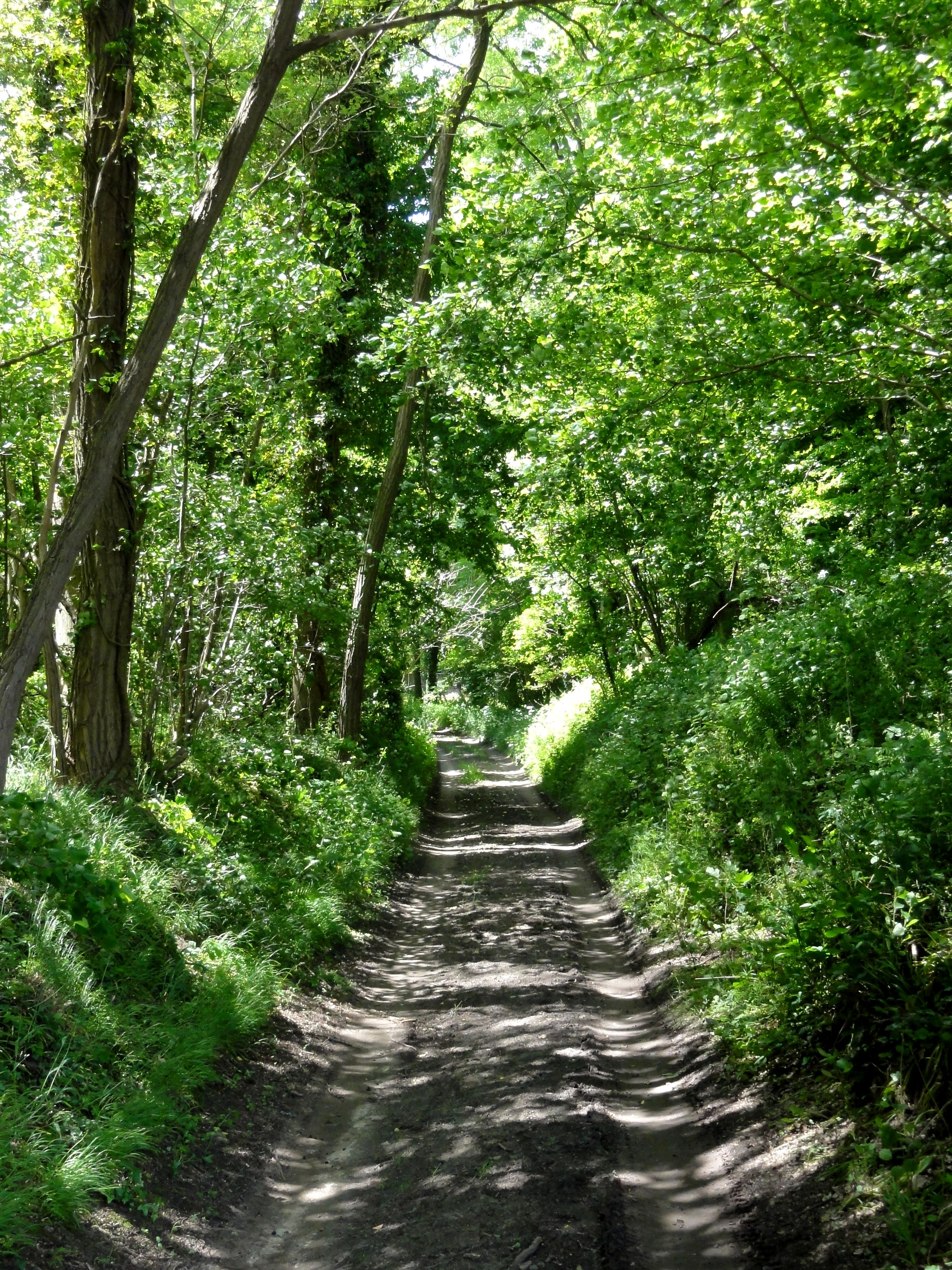
Le bois du Roi.
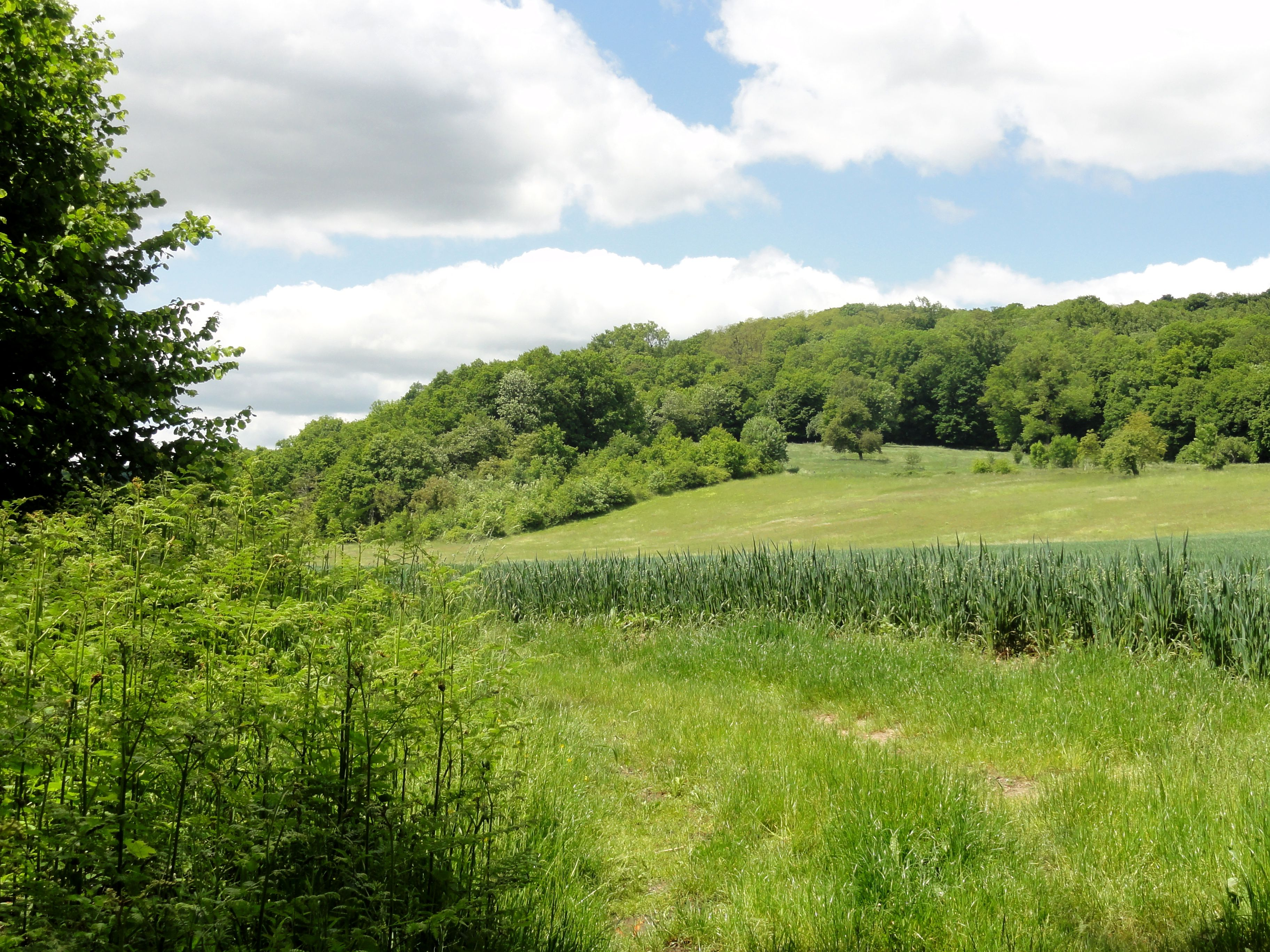
Paysage au nord-ouest du village.
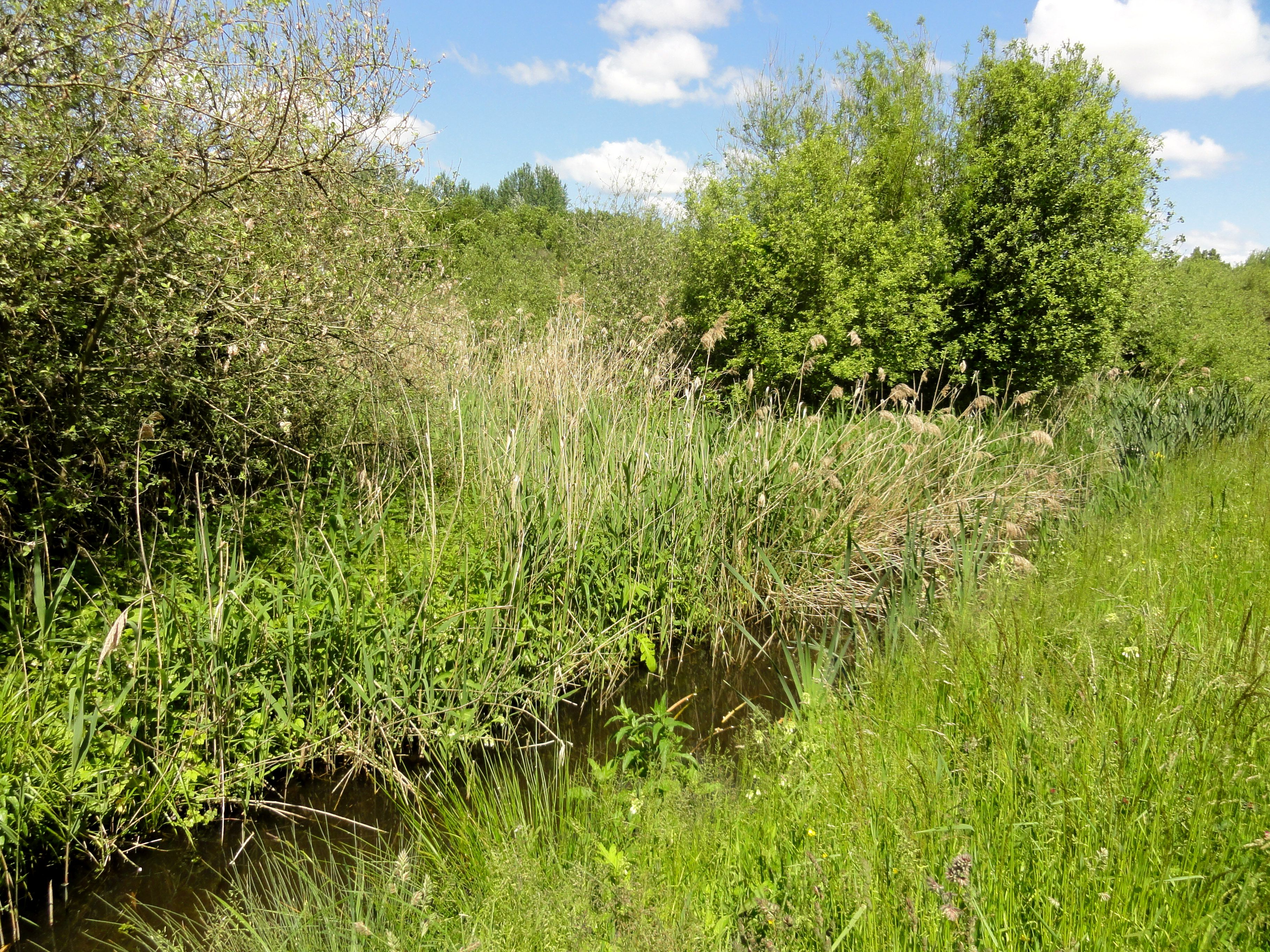
Marais de Sacy-le-Grand depuis la RD 75.

## Urbanisme

### Typologie
Au 1er janvier 2024, Sacy-le-Grand est catégorisée bourg rural, selon la nouvelle grille communale de densité à sept niveaux définie par l'Insee en 2022.
Elle est située hors unité urbaine. Par ailleurs la commune fait partie de l'aire d'attraction de Paris, dont elle est une commune de la couronne,. 

### Occupation des sols
L'occupation des sols de la commune, telle qu'elle ressort de la base de données européenne d’occupation biophysique des sols Corine Land Cover (CLC), est marquée par l'importance des territoires agricoles (63 % en 2018), une proportion sensiblement équivalente à celle de 1990 (63,2 %). La répartition détaillée en 2018 est la suivante : 
terres arables (59 %), zones humides intérieures (20,8 %), forêts (12,1 %), zones urbanisées (4,2 %), prairies (4 %). L'évolution de l’occupation des sols de la commune et de ses infrastructures peut être observée sur les différentes représentations cartographiques du territoire : la carte de Cassini (XVIIIe siècle), la carte d'état-major (1820-1866) et les cartes ou photos aériennes de l'IGN pour la période actuelle (1950 à aujourd'hui).

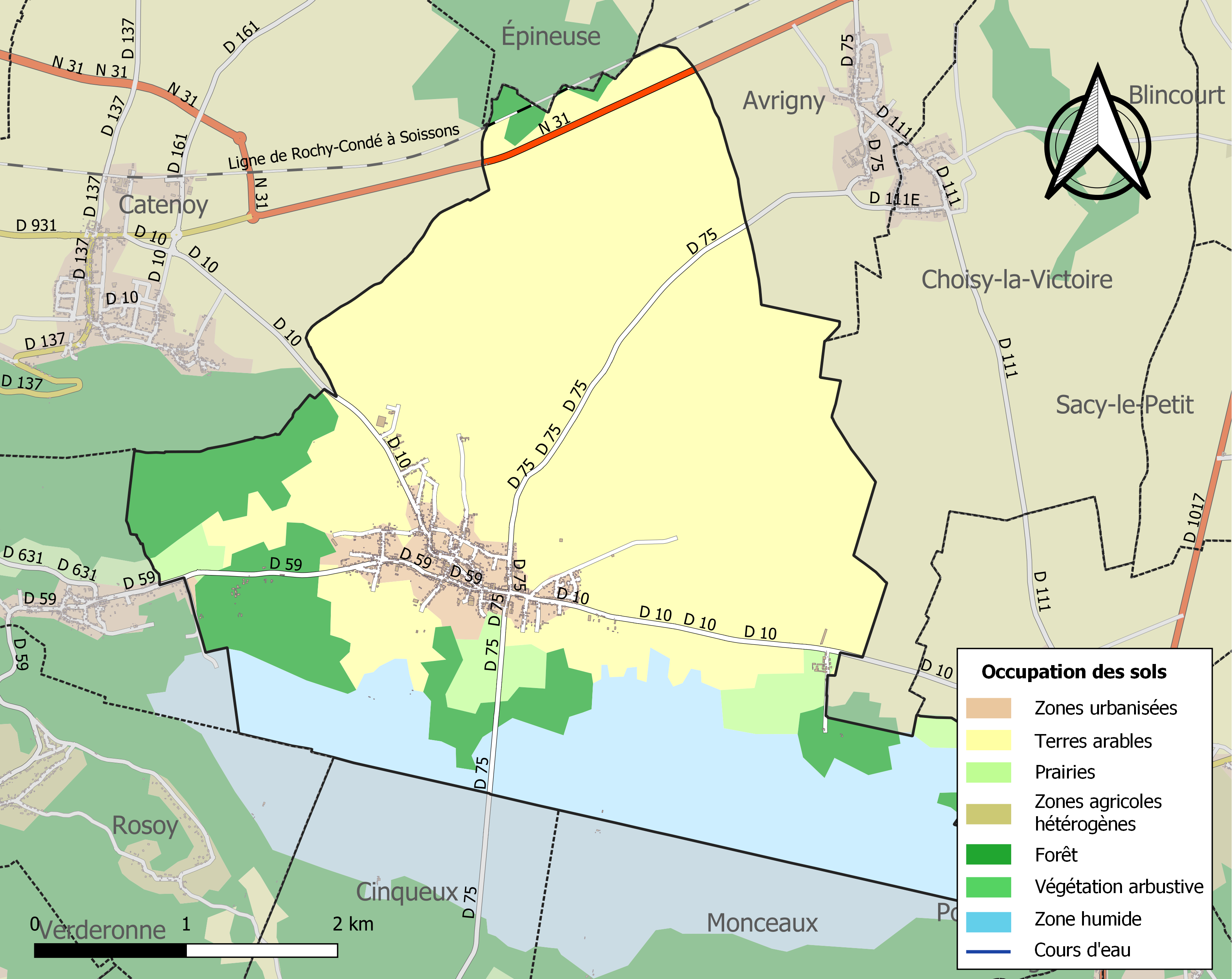
Carte des infrastructures et de l'occupation des sols de la commune en 2018 (CLC).

### Écarts et lieux-dits
La commune comprend, en complément du chef-lieu, quelques écarts : la ferme de Ladrancourt, au nord des marais, sur la route de Saint-Martin-Longueau, le Pont-de-Longueau (ou Maison Pasquier), en bordure de l'ancienne RN 17 à l'extrémité est des marais, la Maison de Favières, sur la RN 31, en limite de Catenoy et la Briquerterie, qui se trouve au nord de l'agglomération.

### Morphologie urbaine
Le village est très étendu. Bourbon et Lombardie sont maintenant réunis au chef-lieu, alors que la Distillerie est détruite, ainsi que le Crocq. Le Pont de Longueau présente quelques maisons en bordure de la D1017. Des maisons se sont construites vers Saint-Martin-Longueau et aussi vers la forêt, vers Labruyère.

### Voies de communications et transports
Réseau routier

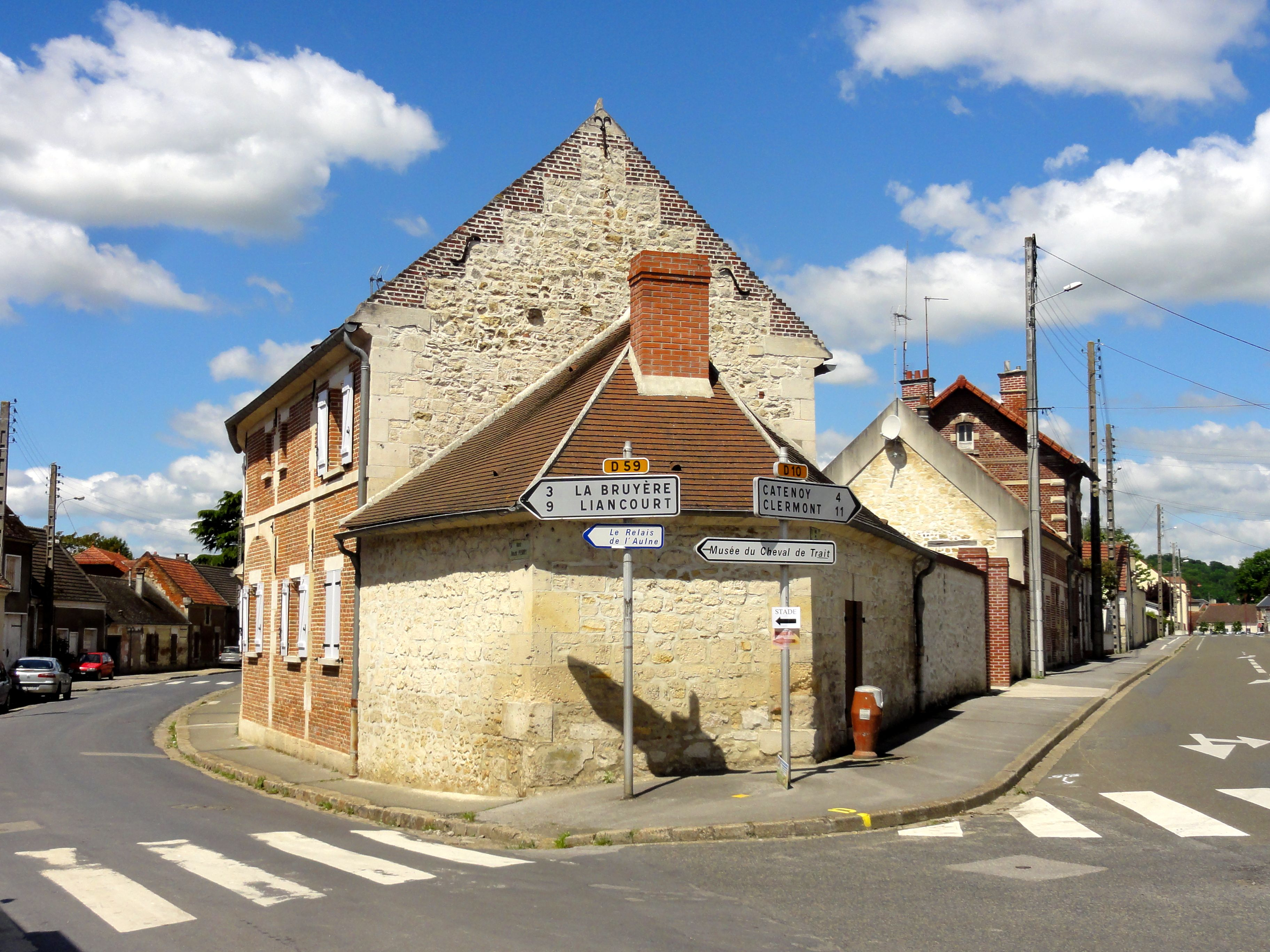
Carrefour entre la rue Jules-Ferry (RD59, à gauche) et la rue du Général-de-Gaulle (RD 10).

La commune est traversée au nord par la l'ex-RN31 de Rouen à Reims, par Clermont et Compiègne. Elle confine à l'est à l'ancienne RN 17 de Paris à Lille et Ostende,actuelle RD 1017.
Dans le village se trouvent trois routes départementales : la D10, de Catenoy à Jonquières par Saint-Martin-Longueau et Sacy-le-Petit, la D59 qui vient de Liancourt par Verderonne, Rosoy et Labruyère, et la D75 de Rouvillers à Rieux par Avrigny et Cinqueux. La D10 passe par les rues de Catenoy, Gambetta, du Général-de-Gaulle, Victor-Hugo et de Saint-Martin-Longueau avant de quitter le territoire par la ferme de Ladrancourt. La route départementale 59, rejoint la D10 par les rues de Labruyère, Pasteur et Jules-Ferry. La route départementale 75, traverse l'agglomération par les rues d'Avrigny et de Cinqueux, en croisant la route départementale 10.
Transports en commun
La ligne de Rochy-Condé à Soissons qui permettait de relier  Beauvais à Compiègne coupe la limite nord du territoire sur quelques centaines de mètres. Inaugurée le 15 avril 1879 entre Clermont et le Bois-de-Lihus, le trafic voyageurs cessa le 15 mai 1939. En 1964, la voie fut déclassée entre le hameau de Froyères et Estrées-Saint-Denis. Aujourd'hui, la section restante est utilisée pour le trafic de marchandises.
La halte ferroviaire la plus proche est la gare de Rieux - Angicourt, sur la ligne de Creil à Jeumont, qui se trouve à 6,2 km kilomètres au sud. La gare de Pont-Sainte-Maxence, davantage desservie, se trouve à 7 kilomètres au sud-est.
La commune est desservie, en 2023, par les lignes 660, 6218, 6246, 6316, 6322, 6354 et 6356 du réseau interurbain de l'Oise. Elle est également desservie par le service de transport à la demande gratuit TAD'OHM mis en place par la communauté de communes des Pays d'Oise et d'Halatte.
L'aéroport de Beauvais-Tillé se trouve à 33,5 km à l'ouest de la commune et l'aéroport de Paris-Charles-de-Gaulle se trouve à 39 km au sud. Il n'existe aucune liaison entre la commune et ces aéroports par des transports en commun.
La variante de l'avenue verte Paris Londres traverse la commune par la D10. Le circuit balisé no 12 du GEP Centre Oise, débutant à Catenoy traverse le territoire par la vallée Bedron, la rue de l'égalité, la place de l'église, la rue Étienne Dolet, les marais de Sacy-le-Grand, la rue du Grand Champ et la rue des Vignes avant de rejoindre le bois des Côtes. Le circuit no 6 de cyclotourisme de l'Oise traverse le village par les D75 et D10.

## Toponymie
Le lieu (« Sacilgran » dans le parler local) s'est appelé : « Saciacum » en 750, « Sachiacum magnum » en 1230, « Sachy-le-Grand » en 1240, « Sachiacomagne » en 1285, « Salceium » en 1287, « Zauzi » au XIVe siècle, « Sassy-le-Grant » au XVe siècle.
Le nom de Sacy est gallo-romain. Ce fut au Moyen Âge un fundus ayant pris le nom romain de « Saccius ». Ce nom fut porté en particulier par un potier dont on a retrouvé, entre autres, une jatte en terre rouge, en 1686, à Beauvais. Elle portait son nom, alors connu, « Saccus ». Selon la coutume de l'époque, le nom du domaine s'est transformé en prenant l'y final.
La ferme de Ladrancourt, fut « Landrancurte » en 1190, « Landrecourt » en 1277, « Landrencort » en 1285, « Laudrencurt » en 1345, « La Drancourt » en 1750. La première partie de cet écart, Ladre, indique une ladrerie ou léproserie, qui fut établie là.

## Histoire

### Les origines gallo-romaines
Les historiens n'ont pas relevé de trace de l'existence d'habitants à Sacy-le-Grand au temps des Gaulois. On sait seulement qu'il y en avait sur le promontoire dit Camp de César, situé en limite du territoire, sur Catenoy. Cependant, l'antique chemin gaulois, que suivit Jules César en 57 puis en 51 av. J.-C., passait par Sacy-le-Petit, la Tuilée, la Terre Malvoisine, immédiatement au nord de l'agglomération de Sacy-le-Grand, Orcamp, Villers, Nointel, Bailly-le-Bel, Giencourt et Béthancourtel.
Plus tard, les deux chaussées romaines allant de Senlis et Pont-Sainte-Maxence, par Saint-Martin-Longueau, d'une part vers Amiens (Haute-Chaussée Brunehaut, par les bois de Favières et de Luchy), d'autre part vers Beauvais (Basse-Chaussée Brunehaut, par le bois de Nointel), se séparaient au Tertre de Sacy. Elles sont demeurées bien visibles parmi les chemins actuels. Le Tertre présente une tombale[Quoi ?] ovale de 20 mètres sur 18 mètres et 4 mètres de hauteur. Le lac de Longa Aqua, actuel marais de Sacy, a joué un rôle lors de la seconde campagne de César contre les Bellovaques, en 51 av. J.-C. En 1804, on a découvert dans la tourbe, à 5 mètres de profondeur, une barque chargée de tuiles et briques romaines avec un vase contenant des médailles et pièces de l'époque. Dans la tourbière il fut trouvé aussi des boules d'ambre, des instruments en bronze, dont un ciseau de trois pouces et demi de longueur, qui a dû servir à tailler la pierre.

### Moyen Âge
Le plus ancien document concernant la commune actuelle semble être une charte de Pépin le Bref, de 750, donnant le lieu à l'abbaye de Saint-Denis, alors désigné sous le nom de Saciacus. Puis un diplôme de Charles le Chauve, de 877, relatif à l'abbaye Saint-Corneille de Compiègne, désigne une villa Sacciasus, également située dans le Beauvaisis. Les historiens n'affirment pas qu'il s'agit du même lieu. Le second serait Sacy-le-Petit. Il est d'ailleurs probable que Sacy-le-Grand et Sacy-le-Petit (éloignés de 6 kilomètres) n'ont pas été créés à la même époque. Toutefois le même nom pouvait leur être donné, qui rappelait l'existence d'un personnage important.
En 1147, les moines de l'abbaye Notre-Dame d'Ourscamp, qui défrichèrent de grandes superficies dans la région, achetèrent des terres à Sacy, de même en 1277. Les abbayes de la Victoire (Senlis) et de Wariville ont possédé des biens sur le territoire, qu'elles conservèrent jusqu'à la Révolution française. L'hôpital de Clermont avait à Sacy des vignes, de la terre et une maison. Le 28 novembre 1209, la comtesse de Clermont avait donné diverses parcelles, un moulin et un manoir au prieuré de Saint-Leu-d'Esserent, qui les avait encore en 1639. Il est probable que ces biens ont changé de mains à cette date. En 1238, Mahaut de Dommartin avait donné le fief du Bois de Favières (situé sur Sacy) à Jean de Villers, bailli du comté de Clermont. Cependant, l'abbaye de Saint-Martin-aux-Bois recevait la plus grosse dîme à Sacy, car elle possédait Ladrancourt. La ladrerie de Ladrancourt était primitivement une dépendance du prieuré de Saint-Martin-Longueau. Après la disparition de la lèpre, cet établissement serait devenu lui-même domaine d'un prieur qui relevait de la paroisse de Choisy-la-Victoire. La chapelle du Crocq lui fut rattachée. Elle était dédiée à saint Denis. Quelques maisons l'entouraient.
On sait que le comté de Clermont avait été donné par Saint-Louis à son sixième fils, Robert de Clermont. Huit châtellenies dépendaient de ce comté, dont celle de Sacy. Mais Robert de Clermont n'avait ces terres qu'en indivision avec les Tournelle. En 1281 et 1284, il conclut des arrangements avec les religieux de l'abbaye Saint-Lucien de Beauvais et Mathieu de La Tournelle en vue d'unifier son comté. Il obtint aussi Avrigny, Catenoy, Épineuse, Favières, Ladrancourt et Sacy-le-Grand.
Les historiens ne sont pas certains de l'emplacement du château de Sacy-le-Grand. La chronique raconte que, pendant la Grande Jacquerie de 1358, un paysan de Sacy, Germain Reveillon, fut un des chefs de la révolte. Il aurait eu avec lui Nicolas Dufour, dit Malin, de Fouilleuse, et Philippe le Boquillon, d'Avrigny.
Parmi les personnages qui possédaient des fiefs sur Sacy, en 1373, mouvant[C'est-à-dire ?] du comté de Clermont, on cite Florence de Rillon ou Rivellon, qui possédait aussi des fiefs à Rantigny. Sacy eut une maladrerie, au nord du village, qui n'était pas celle de Ladrancourt.

### Époque moderne

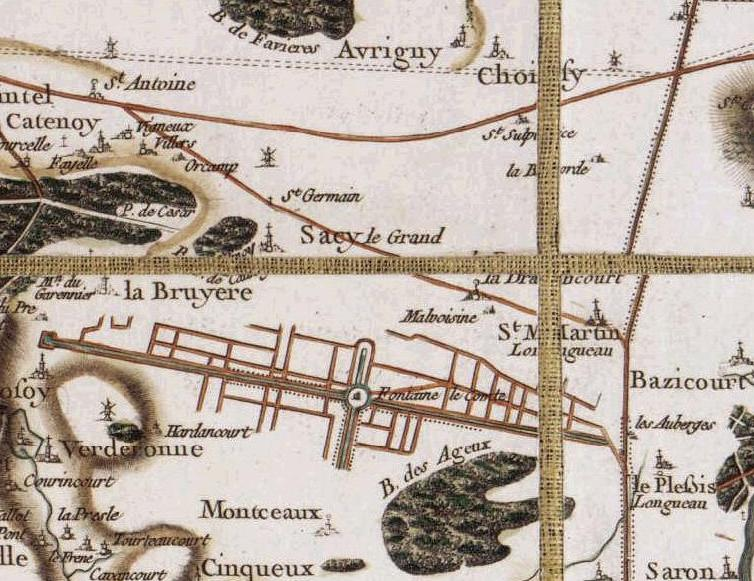
Sacy-le-Grand sur la carte de Cassini.

En 1505, il était relaté à Sacy-le-Grand une rue du Lac, faisant référence au lac de Longa Aqua.
La châtellenie de Sacy passa en 1569, avec le comté, au duc de Brunswick et par lui, ensuite, aux Guise, ducs de Lorraine, qui étaient en lutte contre la couronne. Le siège de Clermont par Henri IV, en 1589, fut un épisode des guerres de Religion.
L'assèchement des marais dits de Sacy-le-Grand a été réalisé sur l'ordre de Henri IV qui, le 6 avril 1599, en avait confié l'exécution à des ingénieurs brabaçons. Mais le travail ne fut réalisé alors que partiellement. Une décision de la Chambre des comptes, du 30 août 1603, ordonna que les marais, jusque-là indivis entre les six paroisses riveraines, seraient partagés. Il fallut cependant atteindre 1798, pendant la Révolution française pour voir la réalisation de cette décision.
Le 7 avril 1603, Charles III de Lorraine vendit à Jacques de Harlay la châtellenie de Sacy constituée de  droits de haute justice, moyenne et basse, cens, rente, droits de champarts, de minages, maisons, granges et pourpis, terres labourables et domaine, droits de rouage, forage, greffe, bois, taillis et prés. La seigneurie avait une prévôté royale et un notaire. Le 26 août 1610, François de Lorraine céda le comté à Henri de Bourbon, prince de Condé. Le comté de Sacy était encore aux Bourbon en 1789.
En 1618, les commanderies Saint-Antoine de Catenoy et Saint-Jean-de-Latran de Senlis percevaient des revenus à Sacy-le-Grand. Parmi les autres fiefs de l'époque, on a relevé celui de Saint-Leu (maison et terre), de Candoire (hôtel seigneurial, terres, prés, bois, vignes), d'Argilière, et de la Fontaine (ces deux derniers sont rachetés le 7 décembre 1623 par Louis de Potier, baron de Gesves). Par lettres patentes du roi Louis XIII, datées de Cognac, juillet 1621, en faveur de sieur de Bizures, seigneur de Sacy, furent créées foires et marchés dans le village. Les marchés étaient fixés au dernier mercredi de chaque mois et les foires le premier jour de la Saint-Denis, en avril, le deuxième le 9 octobre, également jour de la Saint-Denis. Cette institution fut confirmée par Jacques de Longueval, seigneur d'Hardancourt et autres lieux, et plus tard, par le marquis de Villette. La seigneurie étant passée des Potier de Gesvres à Patrice du Sault, celui-ci la vendit le 8 avril 1719 à Jean-Jacques Coutard (ou Coustard), conseiller au Parlement de Paris. Coutard fit construire vers le milieu du marais, immédiatement au sud de la Frette, un château considérable, entouré d'avenues, de jardins et de canaux. Il était situé sur la partie du territoire qui fut attribuée à la commune de Monceaux lors du partage de 1798. On l'appela château de Fontaine-le-Comte. Après la mort de Coutard, survenue en 1749, la châtellenie fut acquise le 8 juillet 1755 par Pierre-Charles de Villette.
Ce dernier fit démolir la construction du marais et utiliser les matériaux, avec d'autres provenant du domaine de Verneuil-en-Halatte, pour en édifier une nouvelle au Plessis-Longueau, à laquelle il donna le nom de Plessis-Villette. En 1763, possédant le Plessis, Bazicourt, Houdancourt, Sacy et Sarron, il obtint la création en sa faveur du marquisat du Plessis-Villette. Il mourut le 27 avril 1765. Son fils, Charles-Michel, fut député à la Convention. Les derniers fois et hommages rendus au comte de Clermont furent ceux de Jean-Jacques Coutard, le 13 septembre 1719 et du marquis de Villette, le 5 août 1755. Les 1er février et 28 mars 1736 eut lieu la vente du bois de Favières par Louis-Étienne d'Aubespine, marquis de Verderonne. Mais la propriété lui en fut contestée en partie par les religieux de l'abbaye de Royaumont et par Jean-Jacques Coutard. En ce qui concerne les marais, le 23 juillet 1737, à défaut de partage du fond, il fut établi un procès-verbal de bornage, ces marais servant d'usage au paroisses de Cinqueux, Brenouille, Hardencourt, Labruyère, Monceaux, Rosoy, Sacy-le-Grand et Saint-Martin-Longueau.

### Époque contemporaine
Au début de la Révolution française, en 1789, les habitants de Sacy demandaient à l'assemblée des États généraux le remplacement de la taille, l'abolition du monopole du sel et du tabac, des péages, la réforme des droits sur les boissons, la substitution de la corvée en nature à la corvée qui se fait en argent, par le vide de répartition qui tombe sur les taillables qui ne jouissaient que faiblement de l'avantage des grandes routes[pas clair].
A Sacy-le-Grand, pendant toute la durée de la Première Guerre mondiale, a fonctionné un aérodrome militaire, qui fut notamment le terrain d'affectation de l'escadrille C51 dotée de Caudron dédiés à la reconnaissance aérienne.
Occupée autrefois aux champs et un peu aux tourbières ainsi qu'au dessèchement, la population était dans les années 1960 en très grande partie employée aux usines de la vallée de l'Oise.

## Politique et administration

### Rattachements administratifs et électoraux
La commune se trouve depuis 1946 dans l'arrondissement de Clermont du département de l’Oise. Pour l'élection des députés, elle fait partie depuis 1988 de la septième circonscription de l'Oise.
La commune fut le chef-lieu du canton de Sacy-le-Grand de 1790 au 14 octobre 1801 (23 vendémiaire an X). En octobre 1801 les cantons de Liancourt et de Sacy-le-Grand furent supprimés au profit de ceux de Bailleul-le-Soc (auquel fut rattachée la commune), Clermont et Mouy. Le 23 février 1802 (3 ventôse an X) le canton de Liancourt était rétabli, et Sacy-le-Grand l'intégra,. Dans le cadre du redécoupage cantonal de 2014 en France, la commune est désormais membre du canton de Pont-Sainte-Maxence.
La commune de Labruyère, instituée lors de la Révolution française fusionna avec celle de Sacy-le-Grand du 3 octobre 1827 au 15 septembre 1833,.

### Intercommunalité
La commune est membre de la communauté de communes des pays d'Oise et d'Halatte, créée en 1998.

### Liste des maires
| Période                                  | Période                        | Identité                    | Étiquette | Qualité        |
| ---------------------------------------- | ------------------------------ | --------------------------- | --------- | -------------- |
| Les données manquantes sont à compléter. |                                |                             |           |                |
| avant 1823                               | 1826                           | Pierre Sylvestre Bahu       |           |                |
| mars 1826                                | mars 1828                      | Claude François Bouchez     |           |                |
| mars 1828                                | février 1830                   | François Caron              |           |                |
| février 1830                             | 1835                           | Claude François Bouchez     |           |                |
| décembre 1835                            | 1860                           | François Duchauffour        |           |                |
| mars 1861                                | 1871                           | Thomas Auguste Guérin       |           |                |
| mai 1871                                 |                                | Louis Florentin Duchauffour |           |                |
| Les données manquantes sont à compléter. |                                |                             |           |                |
| 1943                                     | 1965                           | Eugène Pinsson              |           |                |
| 1965                                     | 1983                           | Jean Gautier                |           | Docteur        |
| Les données manquantes sont à compléter. |                                |                             |           |                |
| avant 2001                               | mars 2001                      | Raoul Cugnière              |           |                |
| mars 2001                                | mars 2008                      | Marie Collot                |           |                |
| mars 2008                                | octobre 2017                   | Didier Warmé                |           | Démissionnaire |
| octobre 2017                             | En cours (au 27 décembre 2017) | Jean-Paul Dréville          |           |                |

## Population et société

### Démographie

#### Évolution démographique
La population avait été de 1 300 habitants au XIVe siècle. Elle était de 469 en 1720 et 844 en 1962, dont 50 dans les écarts.
L'évolution du nombre d'habitants est connue à travers les recensements de la population effectués dans la commune depuis 1793. Pour les communes de moins de 10 000 habitants, une enquête de recensement portant sur toute la population est réalisée tous les cinq ans, les populations de référence des années intermédiaires étant quant à elles estimées par interpolation ou extrapolation. Pour la commune, le premier recensement exhaustif entrant dans le cadre du nouveau dispositif a été réalisé en 2006.

En 2022, la commune comptait 1 578 habitants, en évolution de +3,61 % par rapport à 2016 (Oise : +0,87 %, France hors Mayotte : +2,11 %).
| 1793 | 1800 | 1806 | 1821 | 1831  | 1836 | 1841 | 1846 | 1851 |
| ---- | ---- | ---- | ---- | ----- | ---- | ---- | ---- | ---- |
| 544  | 612  | 654  | 634  | 1 043 | 779  | 778  | 820  | 772  |

| 1856 | 1861 | 1866 | 1872 | 1876 | 1881 | 1886 | 1891 | 1896 |
| ---- | ---- | ---- | ---- | ---- | ---- | ---- | ---- | ---- |
| 765  | 757  | 765  | 765  | 819  | 838  | 884  | 792  | 786  |

| 1901 | 1906 | 1911 | 1921 | 1926 | 1931 | 1936 | 1946 | 1954 |
| ---- | ---- | ---- | ---- | ---- | ---- | ---- | ---- | ---- |
| 792  | 771  | 757  | 733  | 679  | 674  | 714  | 730  | 805  |

| 1962 | 1968 | 1975 | 1982  | 1990  | 1999  | 2006  | 2011  | 2016  |
| ---- | ---- | ---- | ----- | ----- | ----- | ----- | ----- | ----- |
| 844  | 884  | 942  | 1 166 | 1 249 | 1 316 | 1 361 | 1 364 | 1 523 |

| 2021  | 2022  | - | - | - | - | - | - | - |
| ----- | ----- | - | - | - | - | - | - | - |
| 1 583 | 1 578 | - | - | - | - | - | - | - |

#### Pyramide des âges
La population de la commune est relativement jeune.
En 2018, le taux de personnes d'un âge inférieur à 30 ans s'élève à 34,4 %, soit en dessous de la moyenne départementale (37,3 %). À l'inverse, le taux de personnes d'âge supérieur à 60 ans est de 23,0 % la même année, alors qu'il est de 22,8 % au niveau départemental.
En 2018, la commune comptait 776 hommes pour 773 femmes, soit un taux de 50,1 % d'hommes, légèrement supérieur au taux départemental (48,89 %).
Les pyramides des âges de la commune et du département s'établissent comme suit.
| Hommes | Classe d’âge | Femmes |
| ------ | ------------ | ------ |
| 0,3    | 90 ou +      | 1,2    |
| 4,7    | 75-89 ans    | 7,9    |
| 15,9   | 60-74 ans    | 15,8   |
| 22,8   | 45-59 ans    | 20,9   |
| 21,3   | 30-44 ans    | 20,1   |
| 14,9   | 15-29 ans    | 15,1   |
| 20,0   | 0-14 ans     | 18,9   |

| Hommes | Classe d’âge | Femmes |
| ------ | ------------ | ------ |
| 0,5    | 90 ou +      | 1,4    |
| 5,5    | 75-89 ans    | 7,6    |
| 15,6   | 60-74 ans    | 16,3   |
| 20,8   | 45-59 ans    | 20     |
| 19,4   | 30-44 ans    | 19,4   |
| 17,6   | 15-29 ans    | 16,2   |
| 20,6   | 0-14 ans     | 19,1   |

## Lieux et monuments

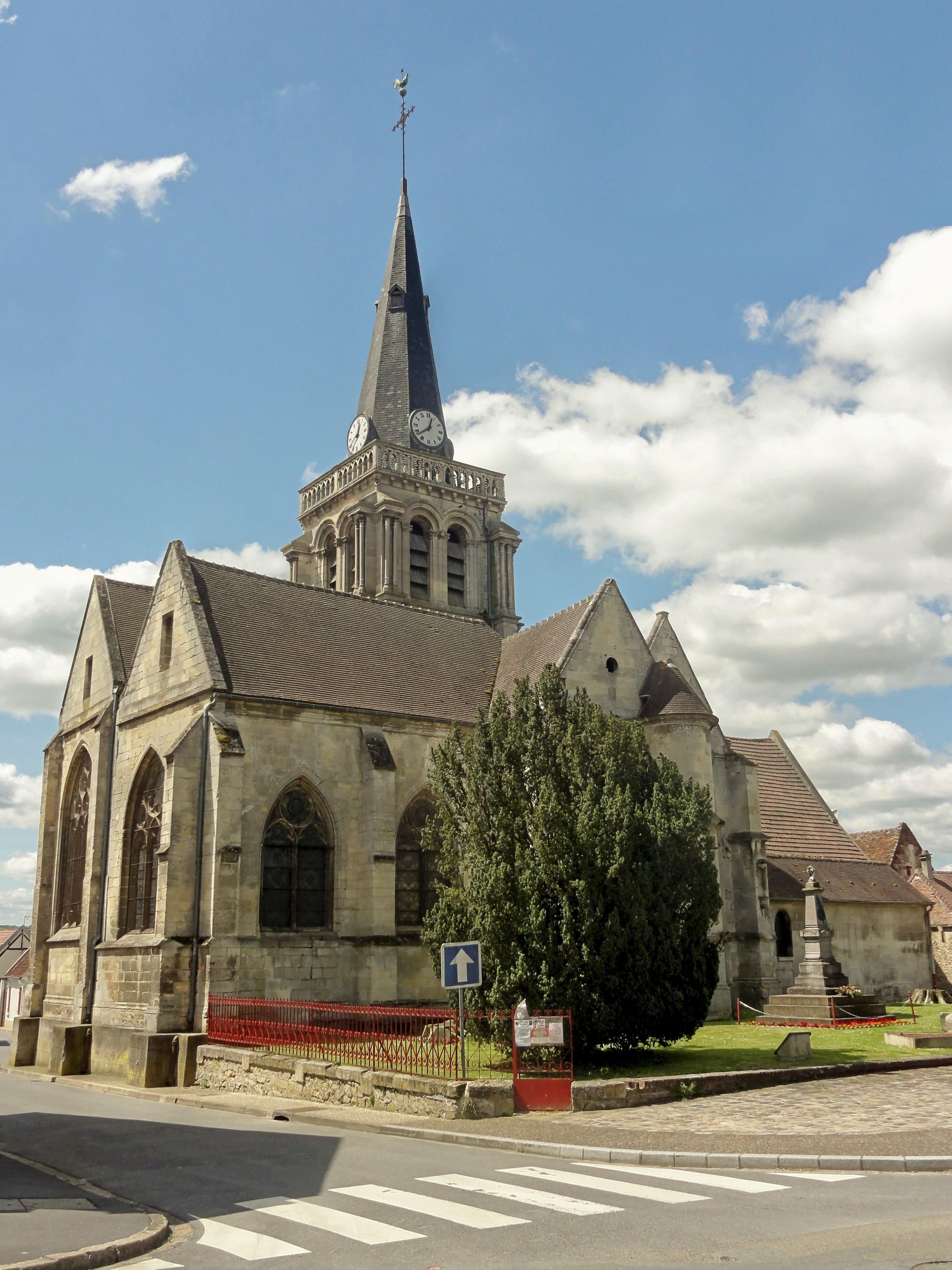
Église, vue générale depuis le nord.

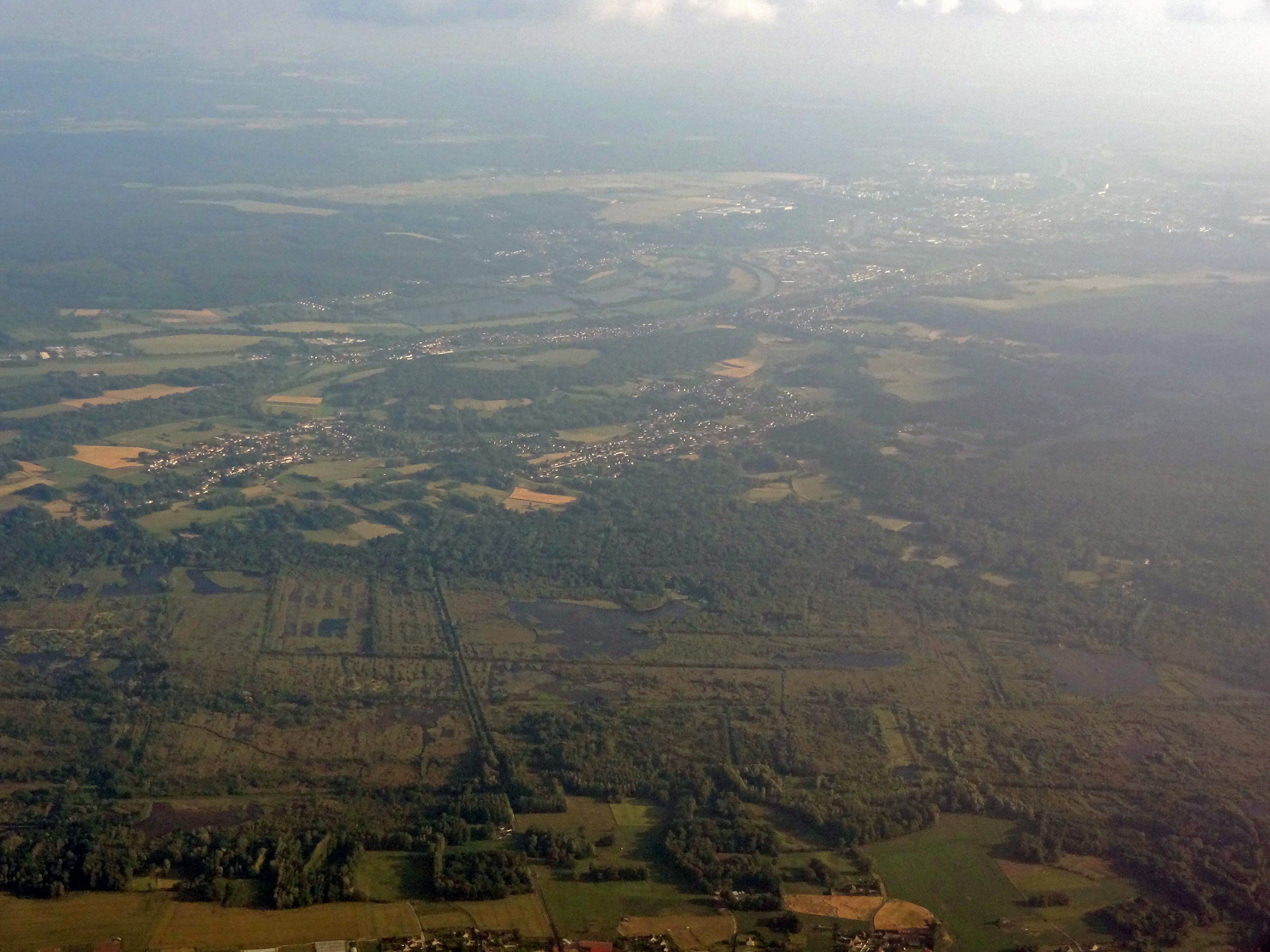
Vue aérienne du marais de Sacy-le-Grand en direction du sud.

Sacy-le-Grand ne compte aucun monument historique classé ou inscrit sur son territoire.
- Église Saint-Germain, rue Gambetta / rue Étienne-Dolet. C'est un vaste édifice solidement construit, qui se démarque de la plupart des églises rurales tant par son ampleur que par l'ambition de son architecture. En même temps, sa structure est très complexe, et manque d'homogénéité stylistique du fait des nombreuses reconstructions partielles. Les travées qui flanquent le vaisseau central ne sont jamais analogues au nord et au sud. À l'origine, est une église romane de plan basilical, dont subsistent notamment les grandes arcades au nord de la nef. Les premiers remaniements et agrandissements interviennent au début du XIIIe siècle avec le large collatéral sud de la nef, et surtout le chœur, qui conserve ses deux voûtes de la première période gothique. Le réaménagement de sa grande baie orientale à la période flamboyante fait oublier sa réelle époque de construction en regardant depuis l'extérieur. Les parties les plus homogènes et les plus élégantes de l'église sont les deux travées du collatéral nord du chœur, qui sont de style gothique rayonnant tardif, et la deuxième travée du collatéral sud du chœur, qui est d'un style gothique flamboyant très pur. Du fait de l'adjonction de travées flamboyantes au nord de la dernière travée de la nef et au nord de la base du clocher, et de la reconstruction des grandes arcades au sud de la nef dans ce même style, c'est lui qui domine finalement, et il a aussi été retenu pour le voûtement d'ogives néogothique de la nef et du collatéral sud, au dernier quart du XIXe siècle. Grâce à la restauration assez radicale à cette époque, l'église dispose d'un clocher bâti en dur depuis 1870, et a traversé le XXe siècle sans trop se dégrader, mais le bas-côté nord roman a aussi perdu son authenticité. Sacy-le-Grand n'est plus une paroisse indépendante[43],[44].
- Motte avec un souterrain sous celle-ci[45].
- Petit jardin et monument : jardin avec vasque et jet d'eau. Dans ce jardin a été transféré un monument en souvenir des militaires de la commune qui ont péri lors de la conquête du Tonkin, en particulier du sergent Grévin.
- Marais de Sacy, RD 75 : au sud de la commune, les marais de Sacy constituent une vaste tourbière dont l'équilibre écologique est très fragile[46].
- Musée du cheval de trait, rue Marcel-Vincent[47].